# Caqueteño
La Caqueteño est une race bovine originaire de Colombie.

## Origine

### Géographique et étymologique
Elle provient du département de Caqueta qui lui a donné son nom.
Ce département fait partie du bassin de l'Amazone, une région de faible altitude au climat humide à très humide ; les précipitations oscillent entre 3 500 et 4 500 mm annuel, le taux d'humidité avoisine les 90 % et l'ensoleillement les 1 500 heures par an.
Cette région possède une forte population bovine avec 1 300 000 têtes, soit 5 % du chiffre national.

### Historique
Elle appartient au groupe de population criollo colombien. Il s'agit des descendants de bovins débarqués en Colombie dès le XVIe siècle dans les ports de Carthagène des Indes et Santa Marta.
La race caqueteño est issue du métissage des races plus anciennes harton del valle, romosinuano et sanmartinera. Une étude ADN a révélé l'absence de croisement avec des zébus. Les colons qui ont tenté l'aventure de s'installer en forêt amazonienne, amenaient avec eux quelques bovins, source de lait et de force de travail. À ce métissage au gré des opportunités s'est ajouté une ferme expérimentale chargée d'optimiser les qualités de cette race en territoire mal adapté à l'élevage bovin.
Des études en cours visent à déterminer les différences ou ressemblances au niveau génétique avec d'autres races criollo pour déterminer s'il s'agit d'une population originale au sein d'une race ou d'une race homogène qui pourrait bénéficier de l'ouverture d'un herd-book.

## Morphologie
C'est une race de taille moyenne. La vache mesure en moyenne 126 cm pour 375 kg et le taureau 143 cm pour 630 kg.
La variété des origines et l'absence de sélection esthétique autorise une variété de robes, même si la majorité des individus sont rouges.

## Aptitudes
C'est une race très rustique, tolérante aux ectoparasites et résistante aux maladies infectieuses. Elle est capable de valoriser des fourrages grossiers et de faible valeur nutritive et la prolificité est bonne avec un veau par vache et par an.

## Effectif
Les animaux exempts de métissage sont évalués au-dessous des 200 individus.